# Военная улица (Баку)
Военная (Херб) улица (азерб. Hərb küçəsi) — улица в Баку, в историческом районе Ичери-шехер (Старый город).

## Застройка
Жилые дома №№ 1 (1905), 5 (1869), 21 (1863) объявлены памятниками архитектуры местного значения

## Достопримечательности
д. 6 — Мирза Ахмед-мечеть (1345)